# 445 TCN
445 TCN là một năm trong lịch La Mã.